# Liste von Persönlichkeiten der Stadt Hartford (Connecticut)
Im Folgenden eine Liste von Persönlichkeiten der Stadt Hartford (Connecticut) in den Vereinigten Staaten.

## Persönlichkeiten
An bekannten Personen haben in Hartford gelebt:
- Jackie McLean (1931–2006), Jazzmusiker
- Harriet Beecher Stowe (1811–1896), Schriftstellerin
- Mark Twain (1835–1910), Schriftsteller
- Horace Wells (1815–1848), Dentist und Pionier der modernen Narkose

Auch trafen sich Ende des 18. Jahrhunderts hier regelmäßig die Hartford Wits unter der Ägide von Timothy Dwight IV.

## Söhne und Töchter der Stadt

### Bis 1900
- Jeremiah Wadsworth (1743–1804), Politiker
- John Mattocks (1777–1847), Politiker
- Ureli Corelli Hill (1802–1875), Geiger und Dirigent
- Samuel Colt (1814–1862), Erfinder der ersten funktionierenden Feuerwaffe mit Drehzylinder
- William Woolsey Scarborough (1814–1896), Unternehmer, Mäzen und Kunstsammler
- Frederic Edwin Church (1826–1900), Landschaftsmaler
- John Pierpont Morgan (1837–1913), Unternehmer und Bankier
- William Gedney Bunce (1840–1916), Maler
- John Fiske (1842–1901), Philosoph und Historiker
- William Gillette (1853–1937), Schauspieler und Dramatiker
- E. Hart Fenn (1856–1939), Politiker
- Robert Vonnoh (1858–1933), Maler und Kunsterzieher
- Charlotte Perkins Gilman (1860–1935), feministische Autorin
- Arthur Leslie Wheeler (1871–1932), klassischer Philologe
- Edith May Aab (1875–1963), Sängerin und Gesangspädagogin
- Maurice Francis McAuliffe (1875–1944), Bischof von Hartford
- Anna Louise James (1886–1977), erste afroamerikanische Apothekerin in Connecticut
- Laura Wheeler Waring (1887–1948), Künstlerin und Hochschullehrerin
- Frederick Buckley Newell (1890–1979), evangelisch-methodistischer Theologe und Bischof
- Hugh J. Gaffey (1895–1946), Generalmajor der United States Army
- William A. Purtell (1897–1978), Politiker
- Elsie Driggs (1898–1992), Malerin
- Stan King (1900–1949), Jazz-Musiker

### 1901 bis 1950
- Barbara McClintock (1902–1992), Genetikerin und Nobelpreisträgerin
- Edward Aloysius McGurkin (1905–1983), römisch-katholischer Ordensgeistlicher, Bischof von Shinyanga
- Robert Emmett Dolan (1906–1972), Filmkomponist, Dirigent und Filmproduzent
- Katharine Hepburn (1907–2003), Schauspielerin
- Harold Rome (1908–1993), Komponist und Texter
- Les Burness (1911–2000), Jazzmusiker
- Fred J. Doocy (1913–2017), Politiker
- Louis Nye (1913–2005), Comedian und Schauspieler
- Roger Sperry (1913–1994), Neurobiologe und Nobelpreisträger
- Joseph F. Ryter (1914–1978), Politiker
- Daniel Alpert (1917–2015), Physiker
- Howard Ensign Evans (1919–2002), Entomologe
- Bernard Bailyn (1922–2020), Historiker
- David Allyn (1923–2012), Pop- und Jazz-Sänger
- Edwin H. May (1924–2002), Politiker
- Walter Bolden (1925–2002), Jazz-Schlagzeuger, Arrangeur und Komponist
- William R. Cotter (1926–1981), Politiker
- Tom Tryon (1926–1991), Schauspieler und Schriftsteller
- Sol LeWitt (1928–2007), Künstler der Minimal Art
- Melvin Berman (1929–2008), amerikanisch-kanadischer Oboist, Komponist und Musikpädagoge
- Larry Collins (1929–2005), Schriftsteller
- Harold Lieberman (1930/31–2020), Trompeter und Hochschullehrer
- George B. Crist (1931–2024), Militär
- Emil Richards (1932–2019), Jazz-Perkussionist
- Ben Cooper (1933–2020), Schauspieler
- Allan Hobson (1933–2021), Psychiatrie-Professor
- Richard Roat (1933–2022), Schauspieler
- Barbara B. Kennelly (* 1936), Politikerin
- Eunice Groark (1938–2018), Politikerin
- Robert H. Steele (* 1938), Politiker
- Daniel Z. Freedman (* 1939), theoretischer Physiker
- Barbara Kolb (1939–2024), Komponistin
- Gene Pitney (1940–2006), Sänger und Songschreiber
- Paul R. Schimmel (* 1940), Biochemiker und Biophysiker
- Paul Bremer (* 1941), Diplomat und Regierungsbeamter
- Bobby Gordon (1941–2013), Jazz-Klarinettist
- Linda Evans (* 1942), Schauspielerin
- Jonathan D. Kramer (1942–2004), Komponist, Musikwissenschaftler und -pädagoge
- Sherwood C. Spring (* 1944), Astronaut
- Carole Feuerman (* 1945), Bildhauerin und Autorin
- Christie Albert Macaluso (* 1945), römisch-katholischer Geistlicher, emeritierter Weihbischof in Hartford
- Preston Trombly (* 1945), Komponist und Bildender Künstler
- Tony DiCicco (1948–2017), Fußballspieler und -trainer
- Paul Flaherty (* 1948), Jazz-Saxophonist
- Robert Parry (1949–2018), Investigativjournalist

### Ab 1951
- Philip-Lorca diCorcia (* 1951), Fotograf
- David Naughton (* 1951), Schauspieler und Sänger
- Seth P. Waxman (* 1951), Jurist und Politiker
- David Caron (1952–2018), Jurist und Hochschullehrer
- Terry Moor (* 1952), Tennisspieler
- Diane Venora (* 1952), Schauspielerin
- Joe Courtney (* 1953), Politiker
- Elizabeth May (* 1954), kanadische Umweltaktivistin, Juristin und Politikerin
- Jeff Porcaro (1954–1992), Schlagzeuger der Rockband Toto
- Mike Porcaro (1955–2015), Bassist der Rockband Toto
- Donald Baechler (1956–2022), Künstler
- Peter Perfido (* 1956), Jazzschlagzeuger
- John Posey (* 1956), Schauspieler
- Steve Porcaro (* 1957), Musiker und Musikproduzent
- Peter Hotez (* 1958), Pädiater und Impfstoffforscher
- Timothy Patrick Murphy (1959–1988), Schauspieler
- Thomas Ian Griffith (* 1962), Theater- und Filmschauspieler, Opernsänger, Filmproduzent und Drehbuchautor
- Eriq La Salle (* 1962), Schauspieler, Regisseur, Produzent und Drehbuchautor
- Eugene Robinson (* 1963), American-Football-Spieler
- David Alan Basche (* 1968), Film- und Theaterschauspieler
- Mark McGrath (* 1968), Musiker der Rockband Sugar Ray
- Jennifer McMahon (* 1968), Thriller-Autorin
- Jim Shea (* 1968), Sportler und Olympiasieger im Skeleton
- Elizabeth Bear (* 1971), Schriftstellerin
- Brooke Burke Charvet (* 1971), Schauspielerin, Tänzerin, Fernsehmoderatorin und Fotomodell
- Troy Duffy (* 1971), Schauspieler und Musiker
- Stephenie Meyer (* 1973), Schriftstellerin
- Marcus Camby (* 1974), NBA-Spieler der Houston Rockets
- Stephanie McMahon (* 1976), Unternehmerin
- Jeff Simmons (* 1976), Rennfahrer
- Jenna Dewan (* 1980), Tänzerin und Schauspielerin
- Dezron Douglas (* 1981), Jazzmusiker
- Dwight Freeney (* 1980), American-Football-Spieler
- Luques Curtis (* 1983), Jazzmusiker
- Ryan St. Onge (* 1983), Freestyle-Skier
- Jared Jordan (* 1984), Basketballspieler
- Nick Bonino (* 1988), Eishockeyspieler
- Jonathan Barber (* ≈1990), Jazzmusiker
- Matt Dwonszyk (* ≈1990), Jazzmusiker
- Natália Kelly (* 1994), österreichische Sängerin
- Alden Hellmuth (* ≈1995), Jazzmusikerin
- Maxim Naumov (* 2001), Eiskunstläufer